# Lepiota boudieri
Lepiota boudieri (Giacomo Bresadola, 1881) din încrengătura Basidiomycota în familia Agaricaceae și de genul Lepiota este o specie probabil nu prea des întâlnită de ciuperci otrăvitoare și saprofagă, ce descompune resturi vegetale. O denumire populară nu este cunoscută. Specia trăiește în România, Basarabia și Bucovina de Nord de la câmpie  la munte, pe sol preferat umed, numai rar solitar, preponderent în grupuri mai mari, cu predilecție pe lângă aluni, în păduri de foioase și mixte, la marginea lor și a drumurilor, dar, de asemenea, prin parcuri și grădini. Timpul apariției este din iunie până în noiembrie.

## Taxonomie
Numele binomial a fost determinat de renumitul micolog italian Giacomo Bresadola drept Lepiota boudieri, publicat în volumul 1 al operei sale Fungi tridentini novi vel nondum delineati et iconibus illustrati din 1884. Acest taxon reprezintă și numele curent valabil (2020). Toate celelalte denumiri sunt acceptate sinonim, dar, nefiind folosite cu excepția Lepiota fulvella a miclogului englez Carleton Rea care este uneori uzată), sunt neglijabile.
Epitetul a fost creat de Bresadola în onoarea cunoscutului micolog francez Émile Boudier.

## Descriere

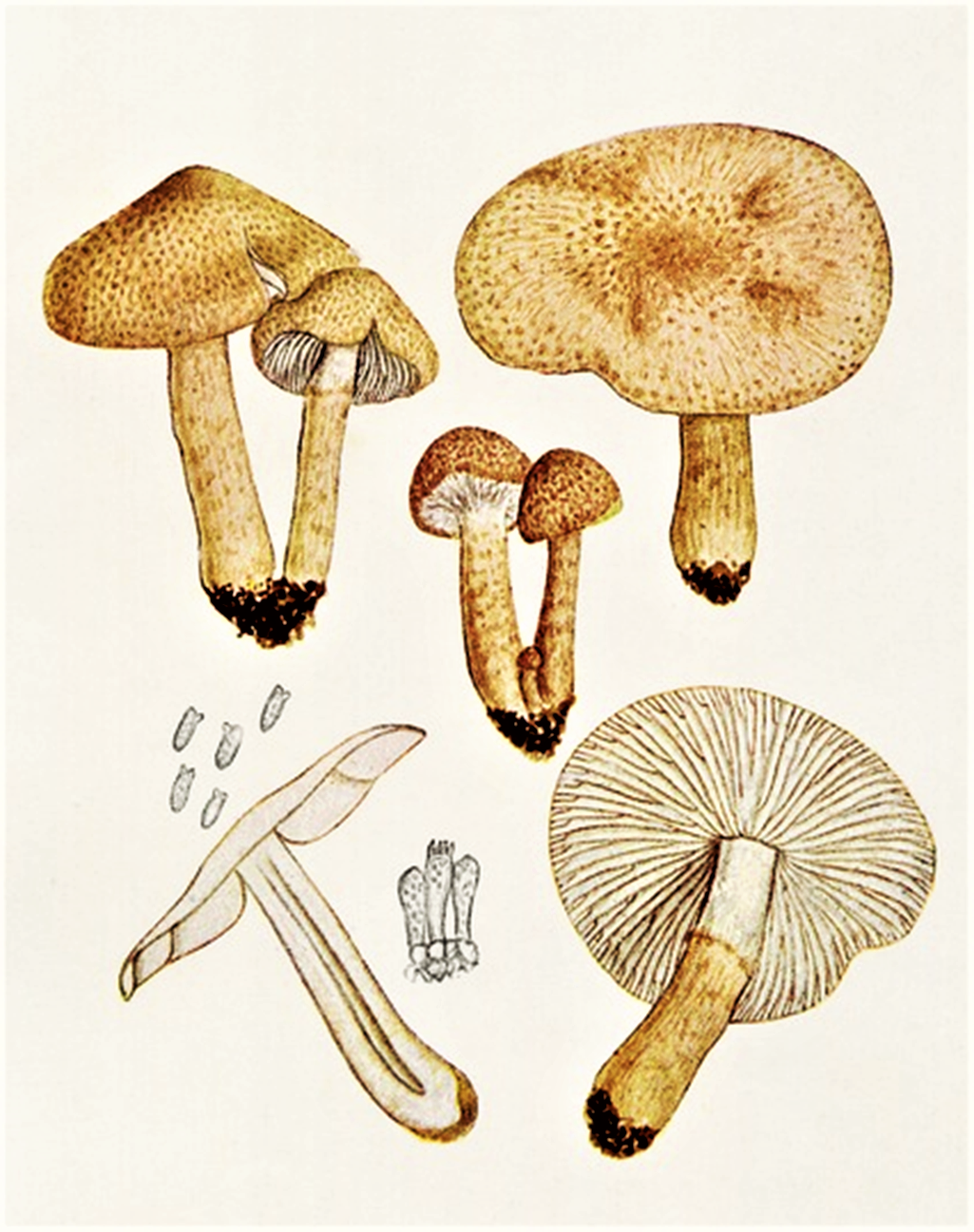
Bres.: Lepiota boudieri

Ordinul Agaricales este de diversificare foarte veche (între 178 și 139 milioane de ani), începând din timpul perioadei geologice în Jurasic în diferență de exemplu cu genul Boletus (între 44 și 34 milioane de ani).
- Pălăria: are un diametru de 4-6 (8)cm, este destul de subțire, inițial conică, apoi boltită și în sfârșit aplatizată precum ușor deprimată în centru, cu marginea netedă, uneori ceva atârnată deasupra ei. Cuticula galben-portocalie până galben-maronie este acoperită cu mulți solzișori fibroși brun-portocalii sau ruginii care stau spre mijloc mai strânși, fiind de culoare adesea mai închisă. În vârstă majoritatea se pierde, astfel suprafața capătă un aspect punctat și aproape gol.
- Lamelele: sunt spațiate, destul de groase și ușor bulboase, cu lameluțe intercalate, libere și nu rar ondulate, muchiile albicioase fiind fin crenate. Coloritul pentru lung timp albui devine la bătrânețe slab maroniu. În tinerețe, spațiul între pălărie și picior este acoperit de un văl parțial fin și alb.
- Piciorul: dezvoltă o lungime de 4-5 (6)cm, având un diametru de  0,5-0,7cm, este cilindric, inițial împăiat spongios, apoi gol pe dinăuntru, cu o bază puțin bulboasă. Prezintă un inel albicios, pielos și slab pufos, foarte trecător: după numai scurt timp dispare sau doar o zonă flocoasă și atunci maronie mai amintește de el. Suprafața tijei este albicioasă și netedă, sub manșetă acoperită șerpuit de solzi ruginii până maronii pe un fund portocaliu-brun sau galben-maroniu.
- Carnea: este destul de subțire și moale, albicioasă, cu nuanțe gri-crem peste lamele și roșiatice în picior, având un miros inițial imperceptibil, apoi neplăcut, asemănător Lepiota aspera, dar mai slab precum un gust blând.[3][4]
- Caracteristici microscopice: sporii au o formă alungită, fiind pintenați lateral, hialini, (translucizi) granulați în interior, amiloizi (ce înseamnă colorabilitatea structurilor tisulare folosind reactivi de iod), puternic dextrinoizi cu reactivul lui Melzer, având o mărime de 8-9 x 3-3,5 microni. Pulberea lor este albă. Basidiile pediculate în formă de măciucă poartă câte 4 sterigme fiecare și măsoară 20-25 x 7-8 microni. Pileocistidele (elemente sterile de pe suprafața pălăriei) fusiforme de 80-170 x 7-13 microni cu septuri și fibule poartă hife finale cu pereți subțiri, pigmentate gălbui.[7]
- Reacții chimice: nu sunt cunoscute.[3][4]

## Confuzii
Lepiota boudieri poate fi confundată cu specii ale genului de asemenea otrăvitoare sau chiar letale, cum sunt de exemplu: Lepiota aspera (mai mare), Lepiota brunneoincarnata (letală), Lepiota castanea (letală), Lepiota clypeolaria, Lepiota cristata, Lepiota eriophora (miros aromatic, de ciuperci), Lepiota felina, Lepiota helveola, Lepiota hystrix (necomestibilă), Lepiota lilacea (suspect, poate otrăvitor),  Lepiota magnispora, Lepiota ochraceofulva (suspectă, probabil otrăvitoare), Lepiota perplexa, Lepiota pseudolilacea sin. Lepiota pseudohelveola (letală), Lepiota subincarnata (letală) sau cu Cystoderma amianthinum (comestibil), Cystoderma carcharias (necomestibil) și Cystodermella cinnabarina (comestibilă).

## Specii asemănătoare în imagini

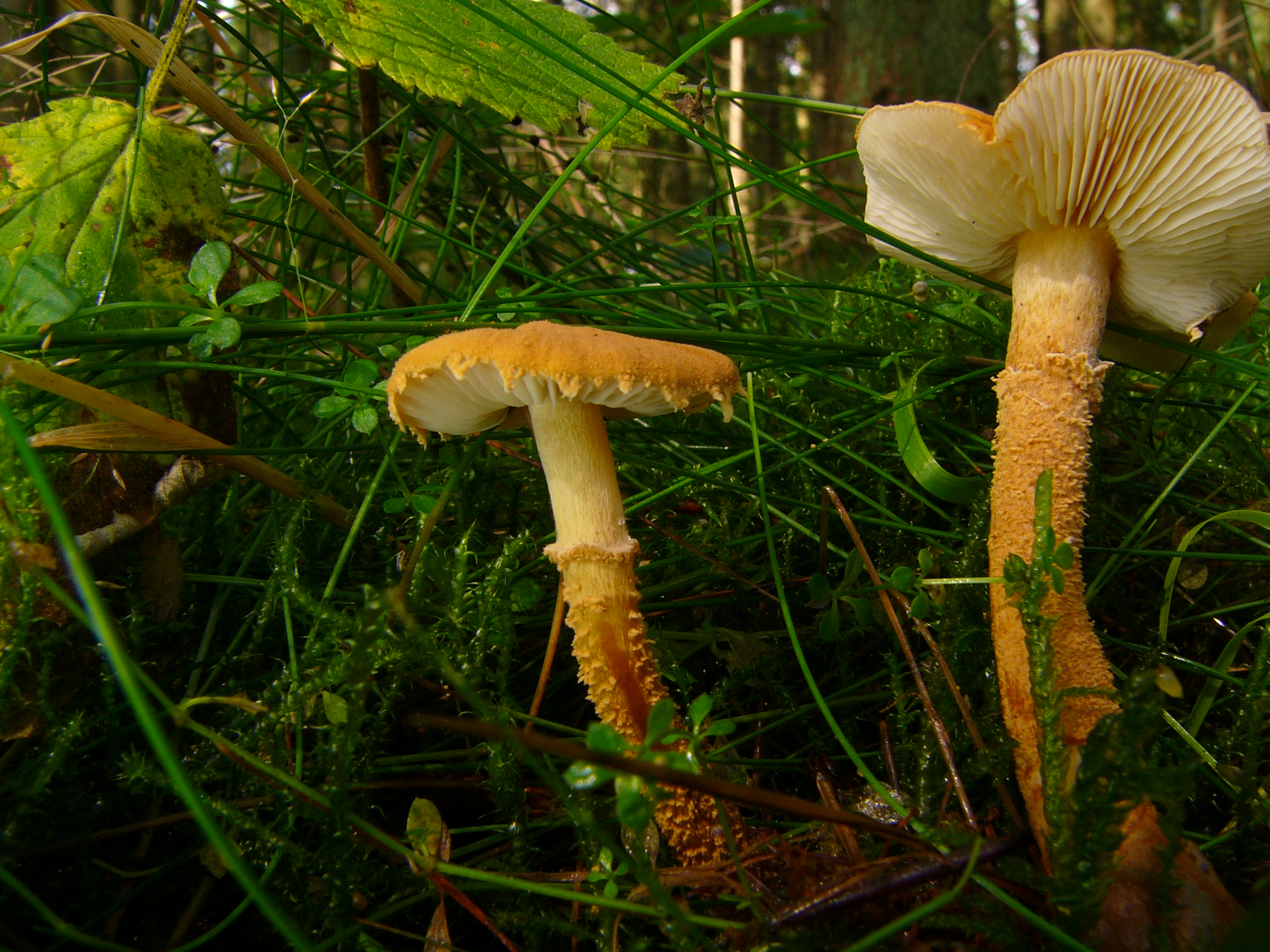
Cystoderma amianthinum
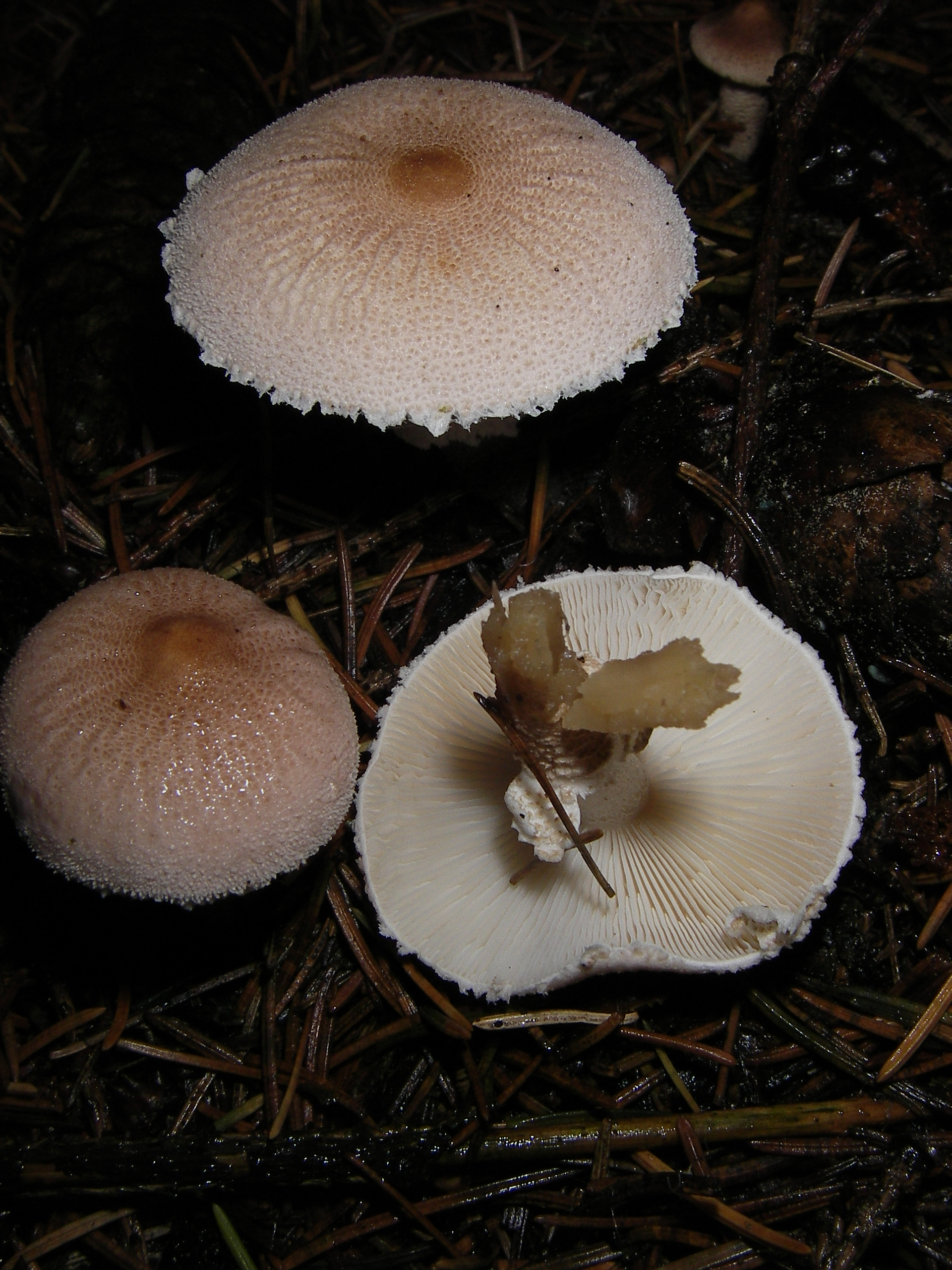
!Cystoderma carcharias!
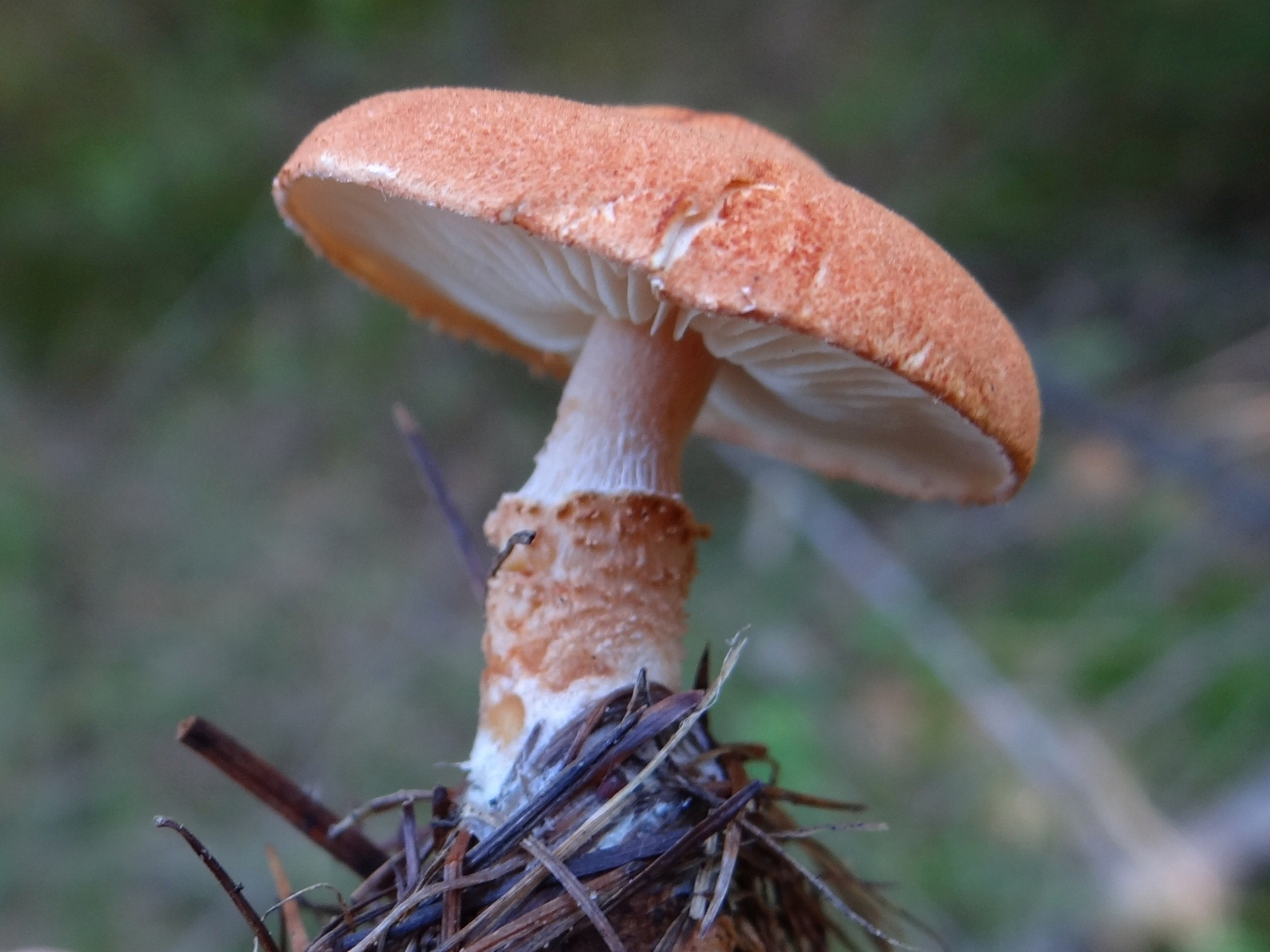
Cystodermella cinnabarina
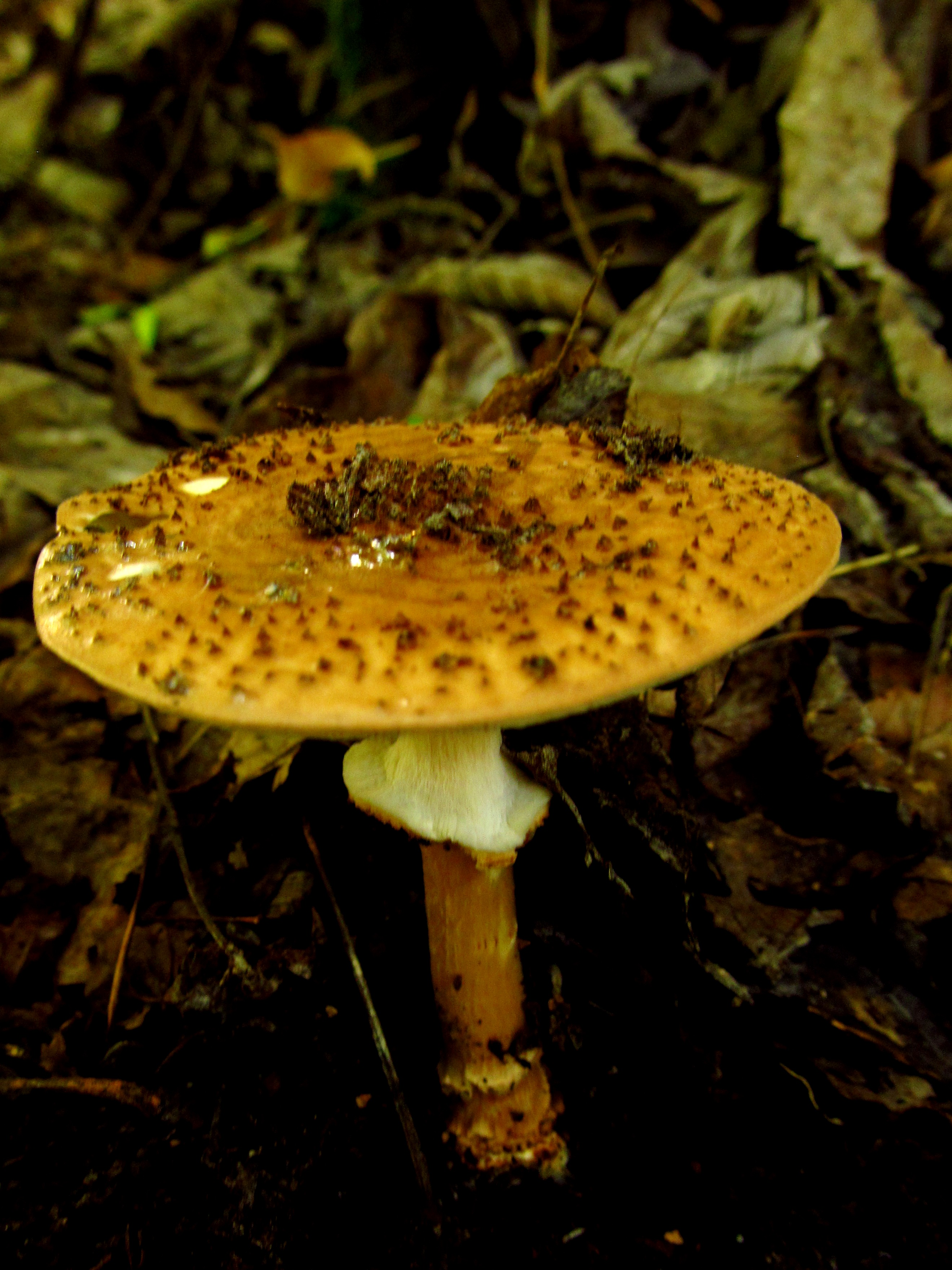
!!Lepiota aspera!!
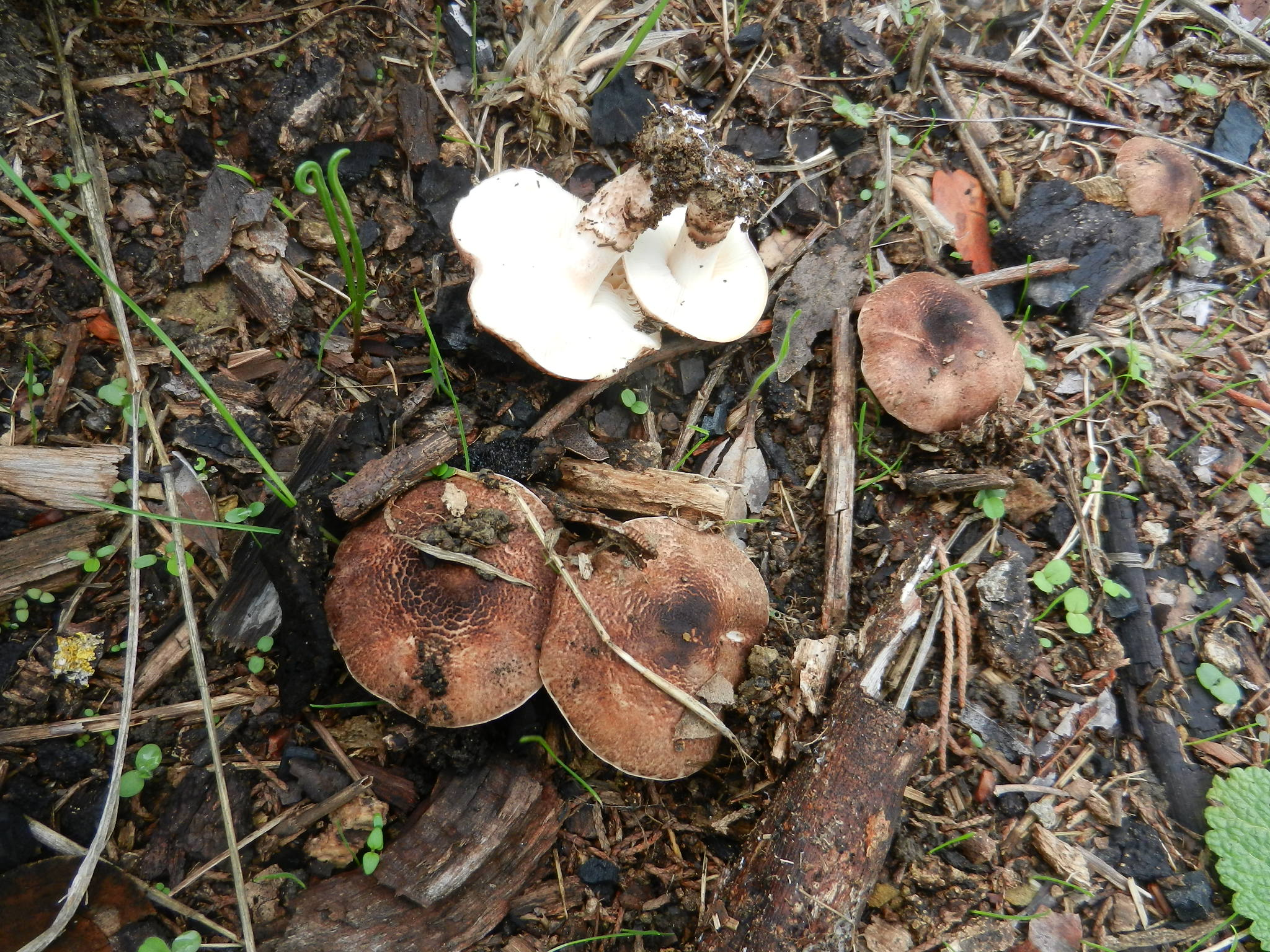
!!!Lepiota brunneoincarnata!!!
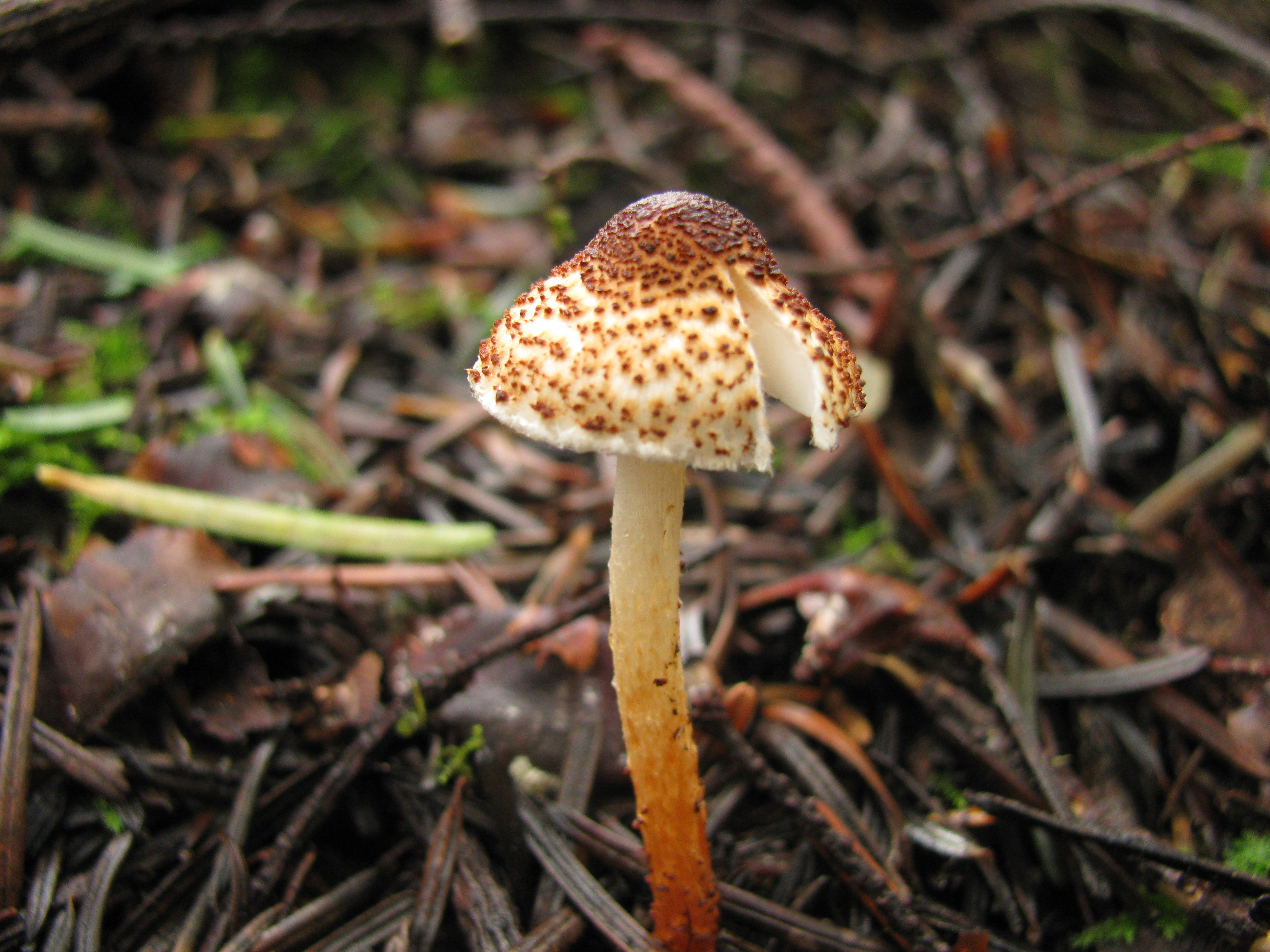
!!Lepiota castanea!!
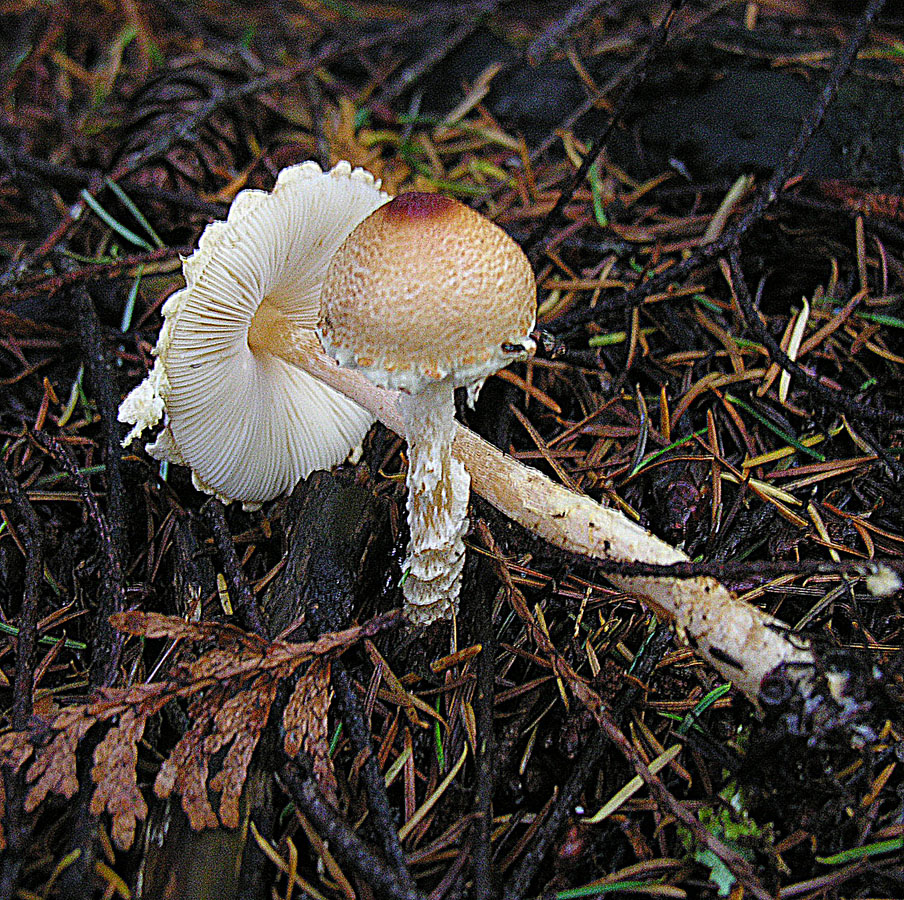
!!Lepiota clypeolaria!!
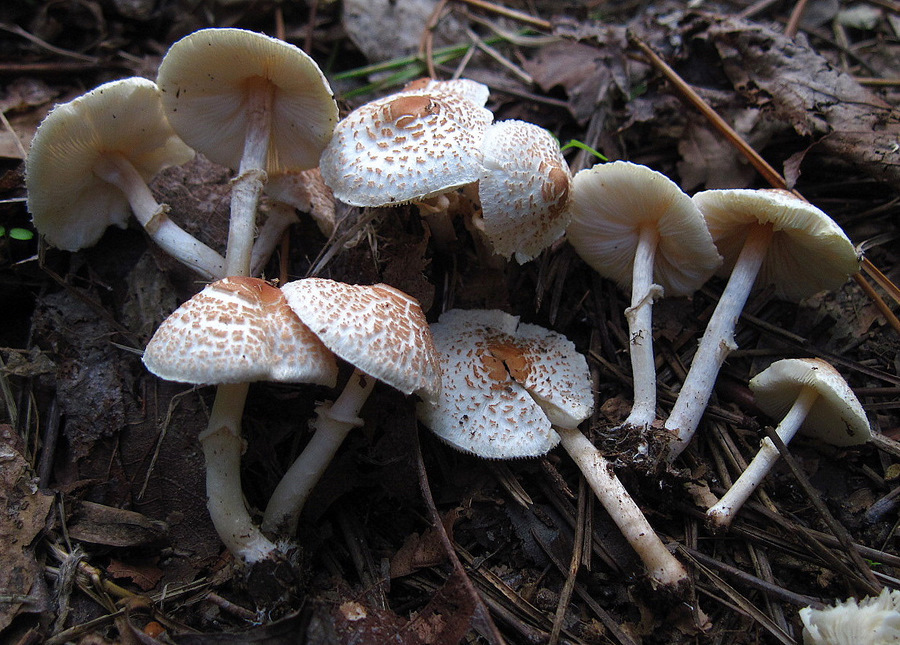
!!Lepiota cristata!!
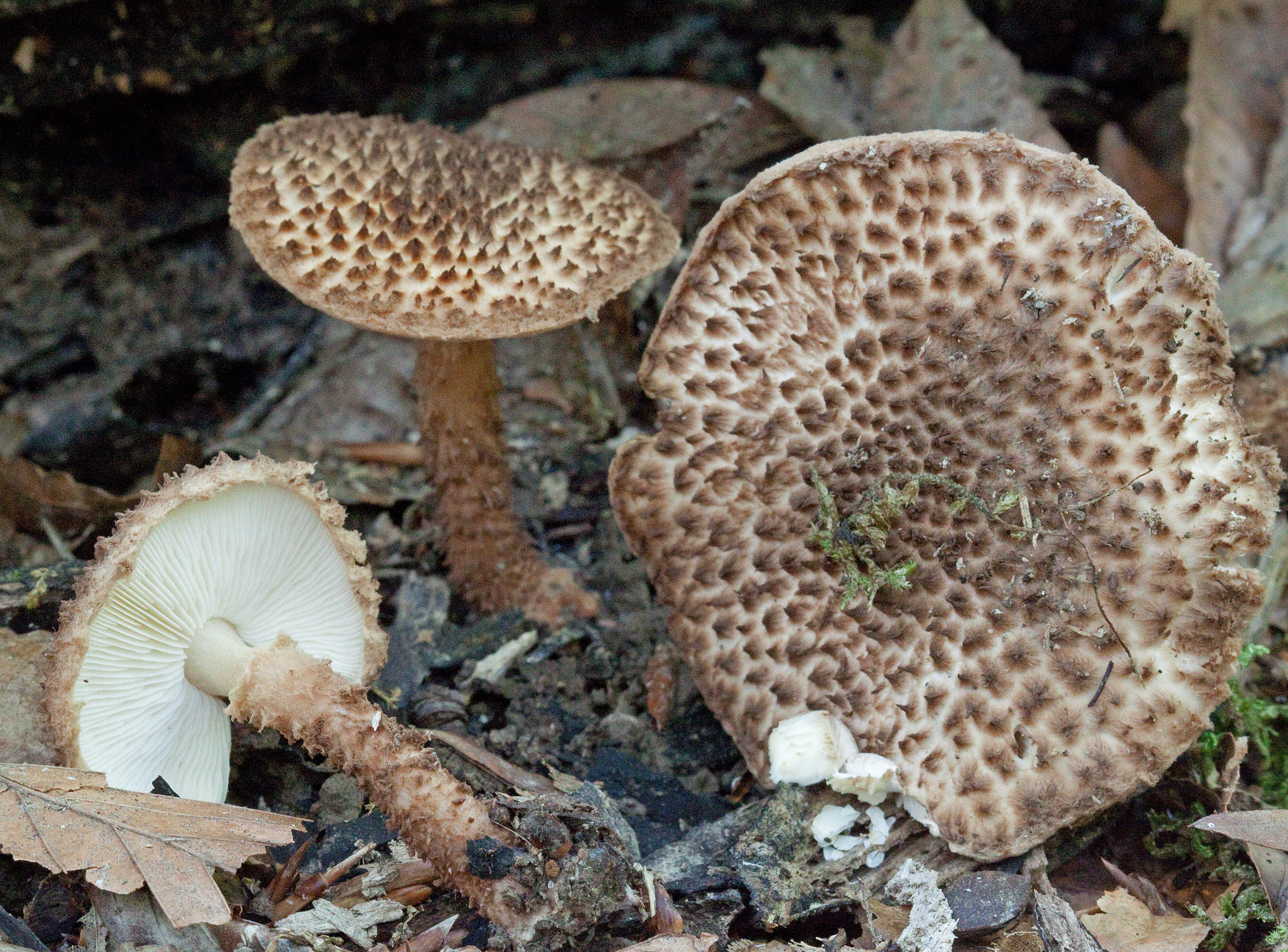
!!Lepiota eriophora!!
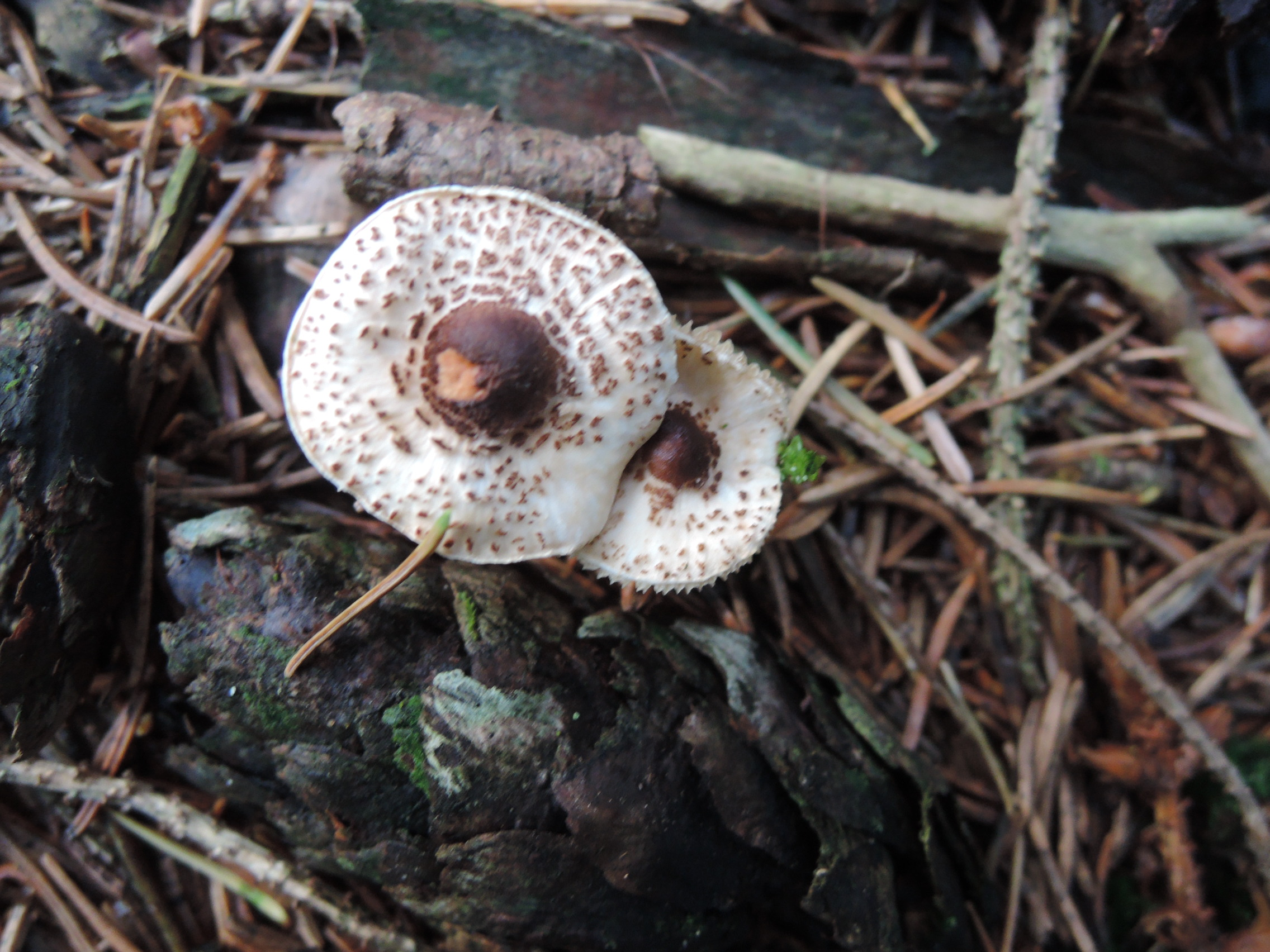
!!Lepiota felina!!

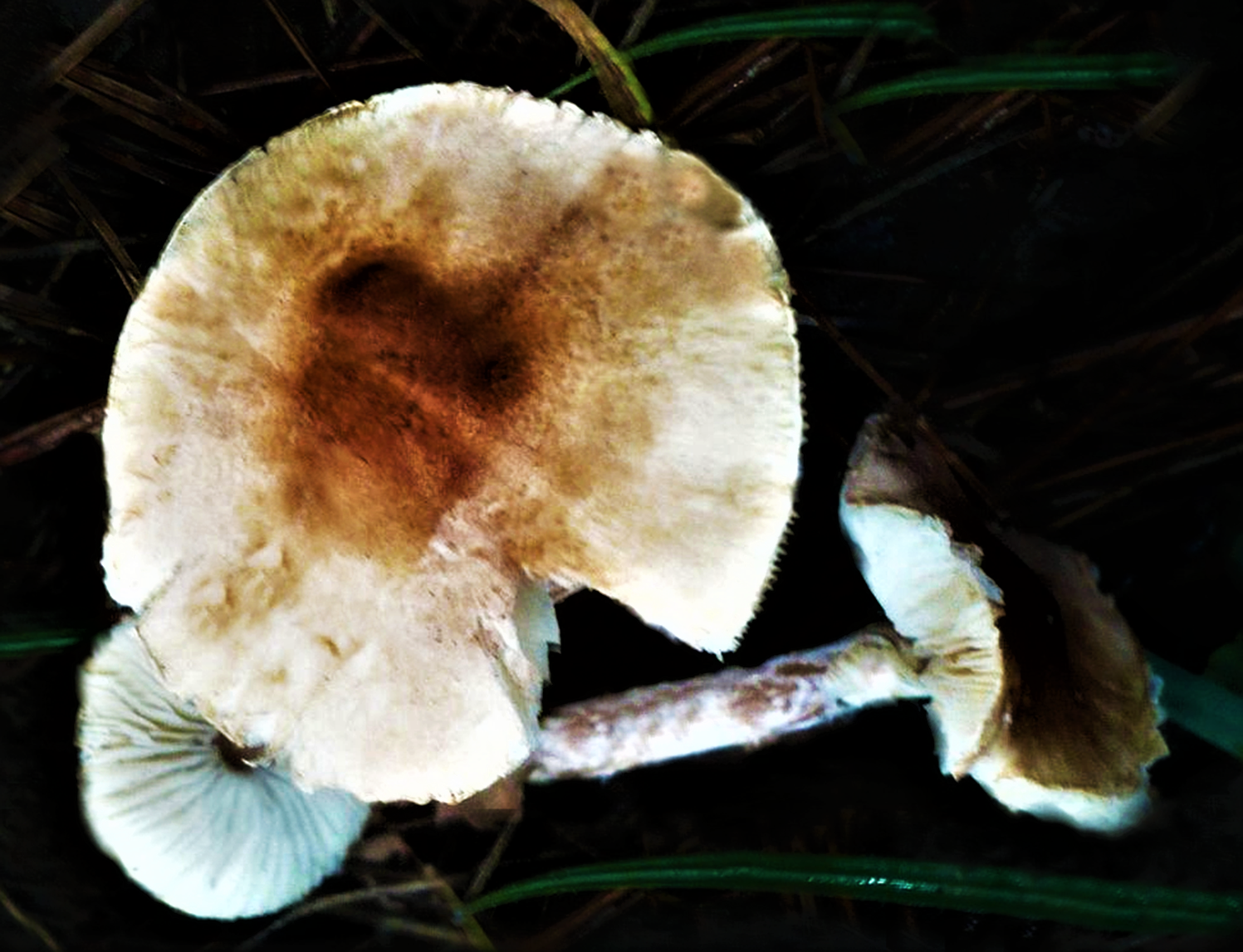
!!!Lepiota helveola!!!
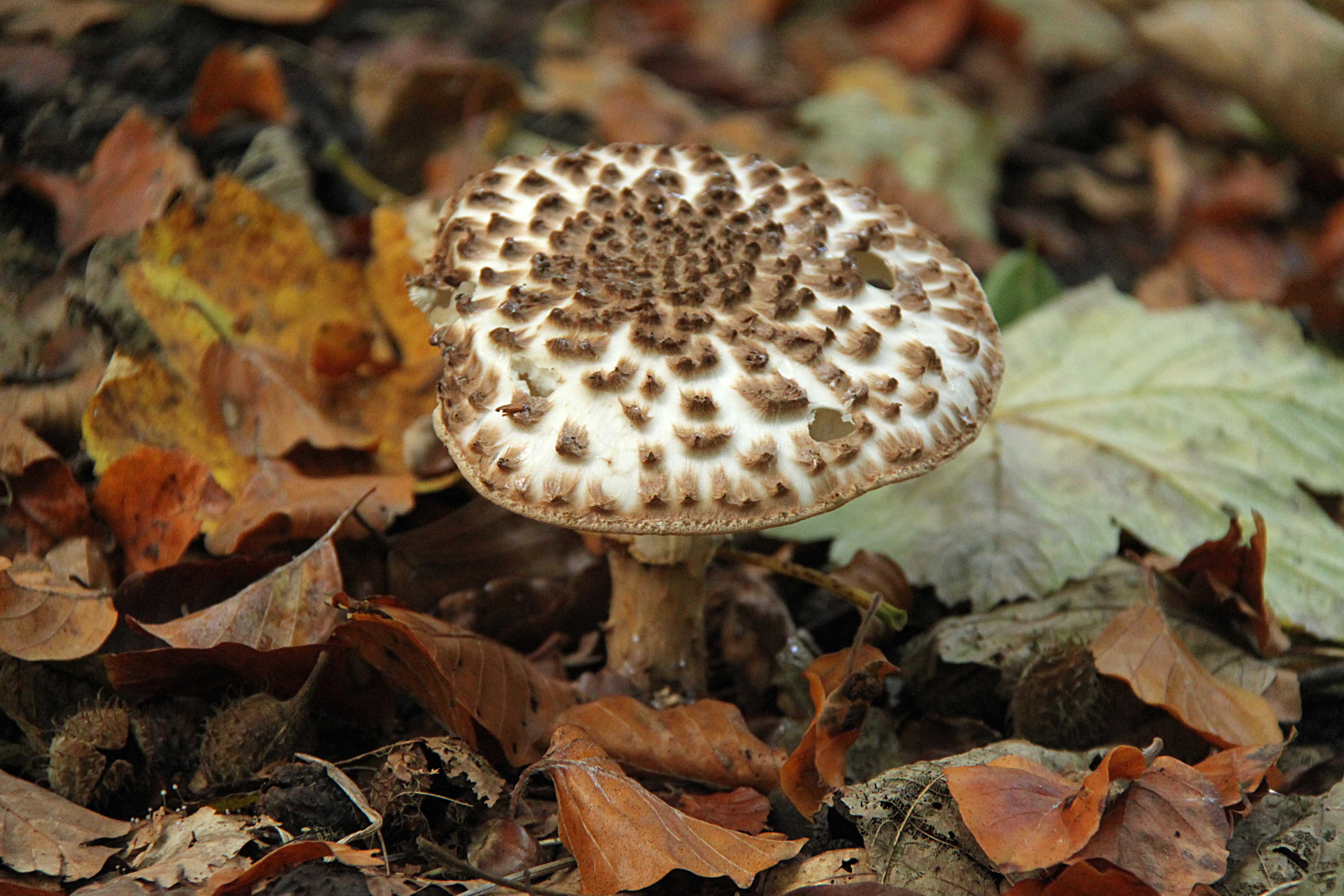
!Lepiota hystrix!
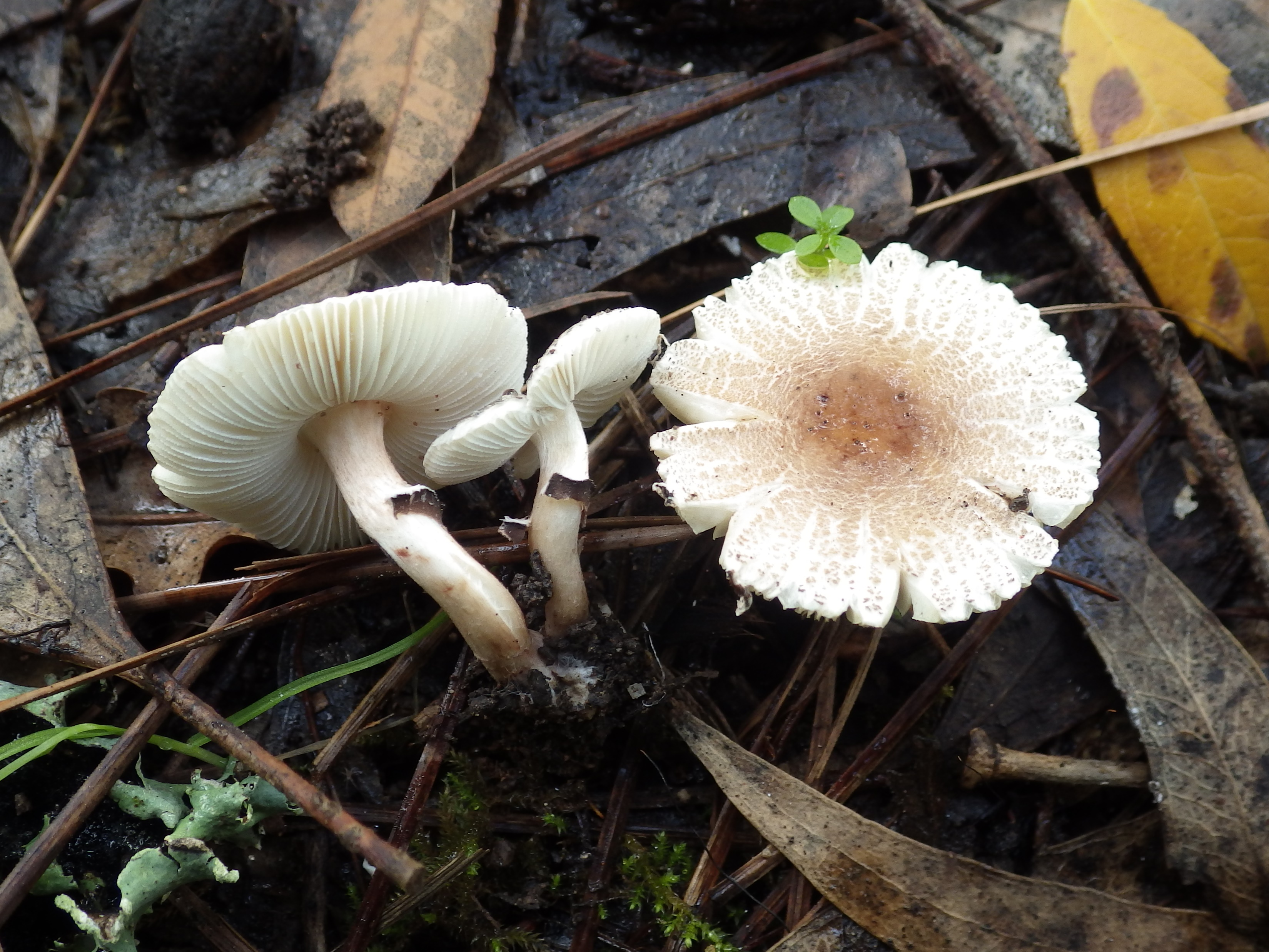
!!Lepiota lilacea!!
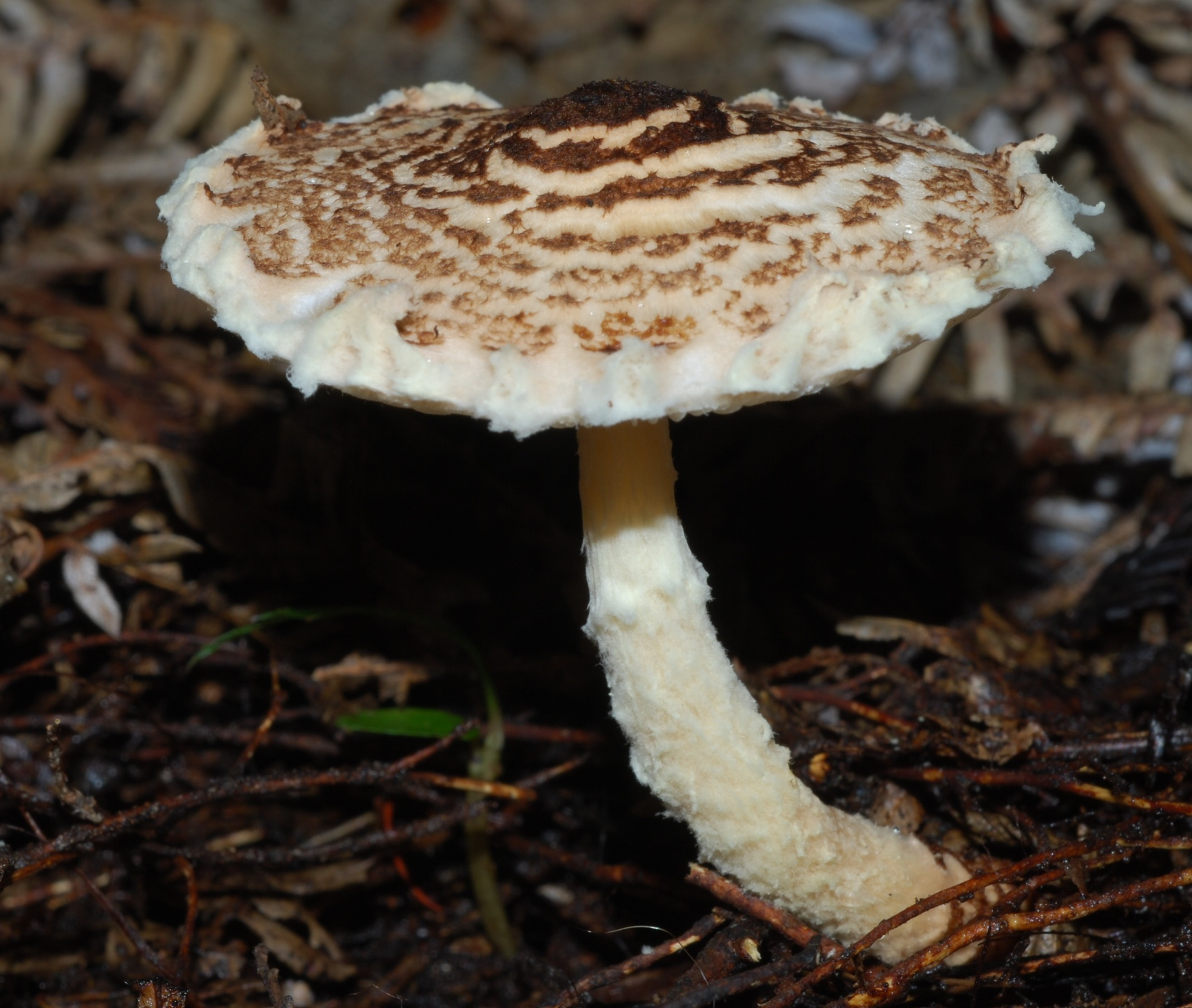
!!Lepiota magnispora!!
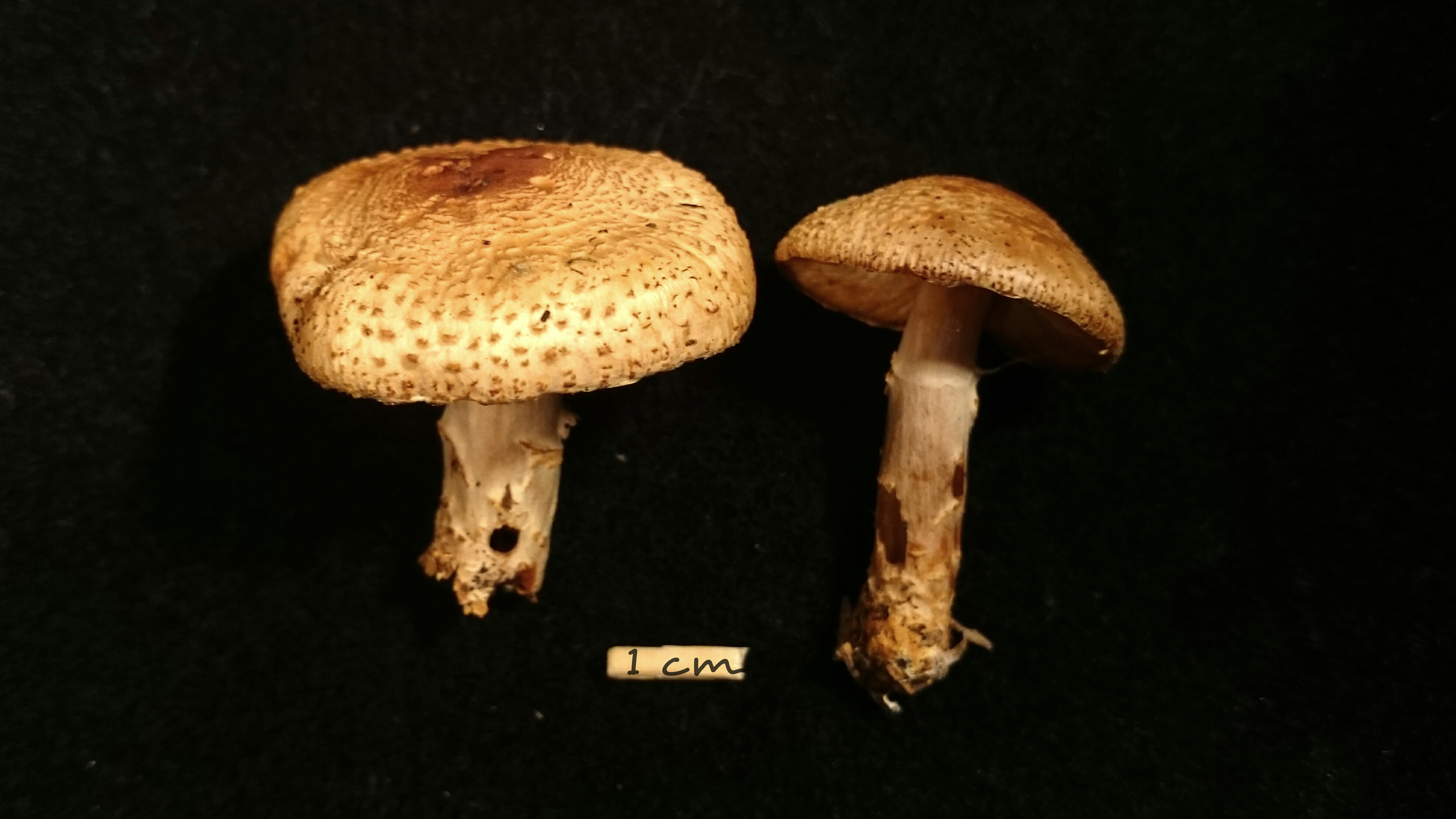
!!Lepiota ochraceofulva!!
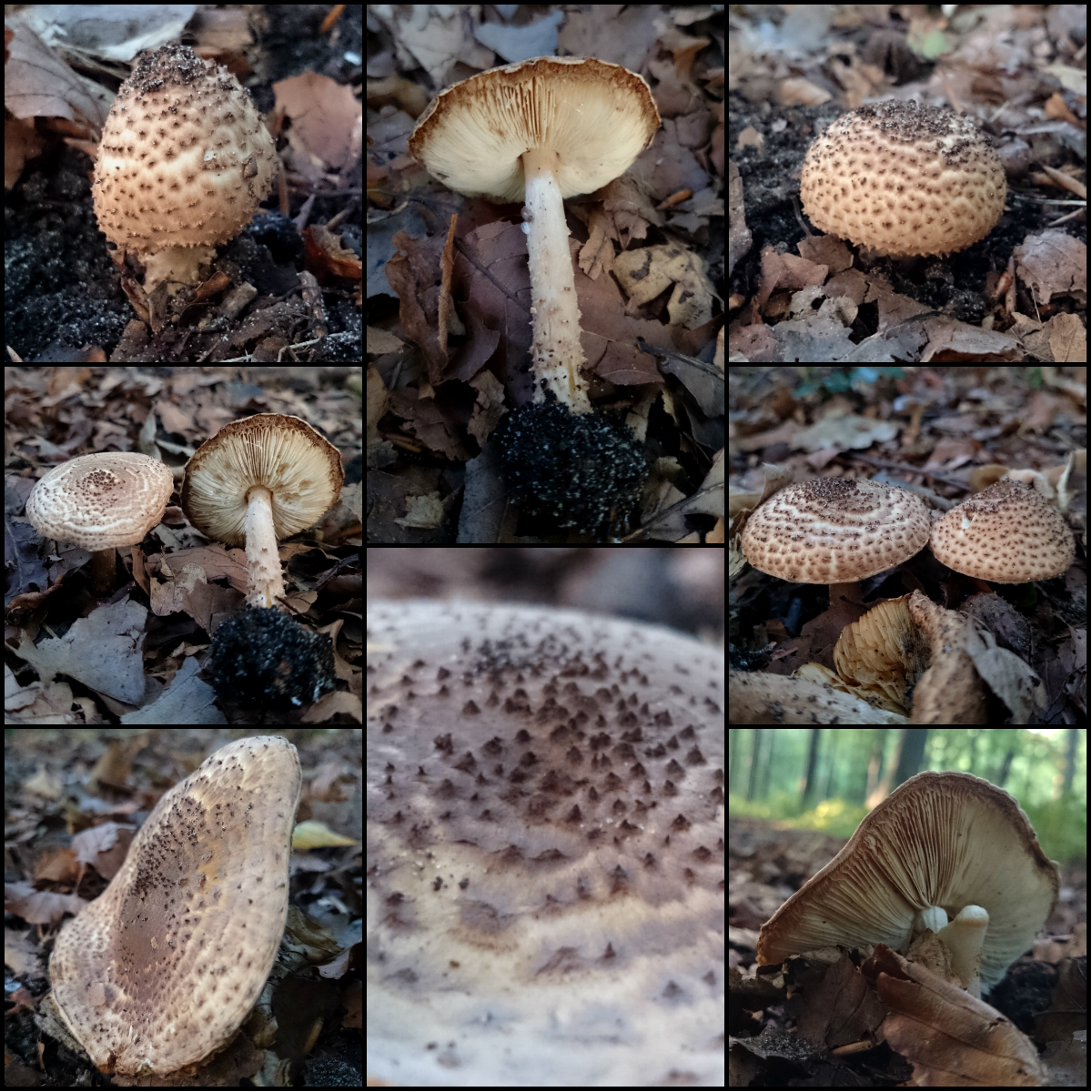
!!Lepiota perplexa!!
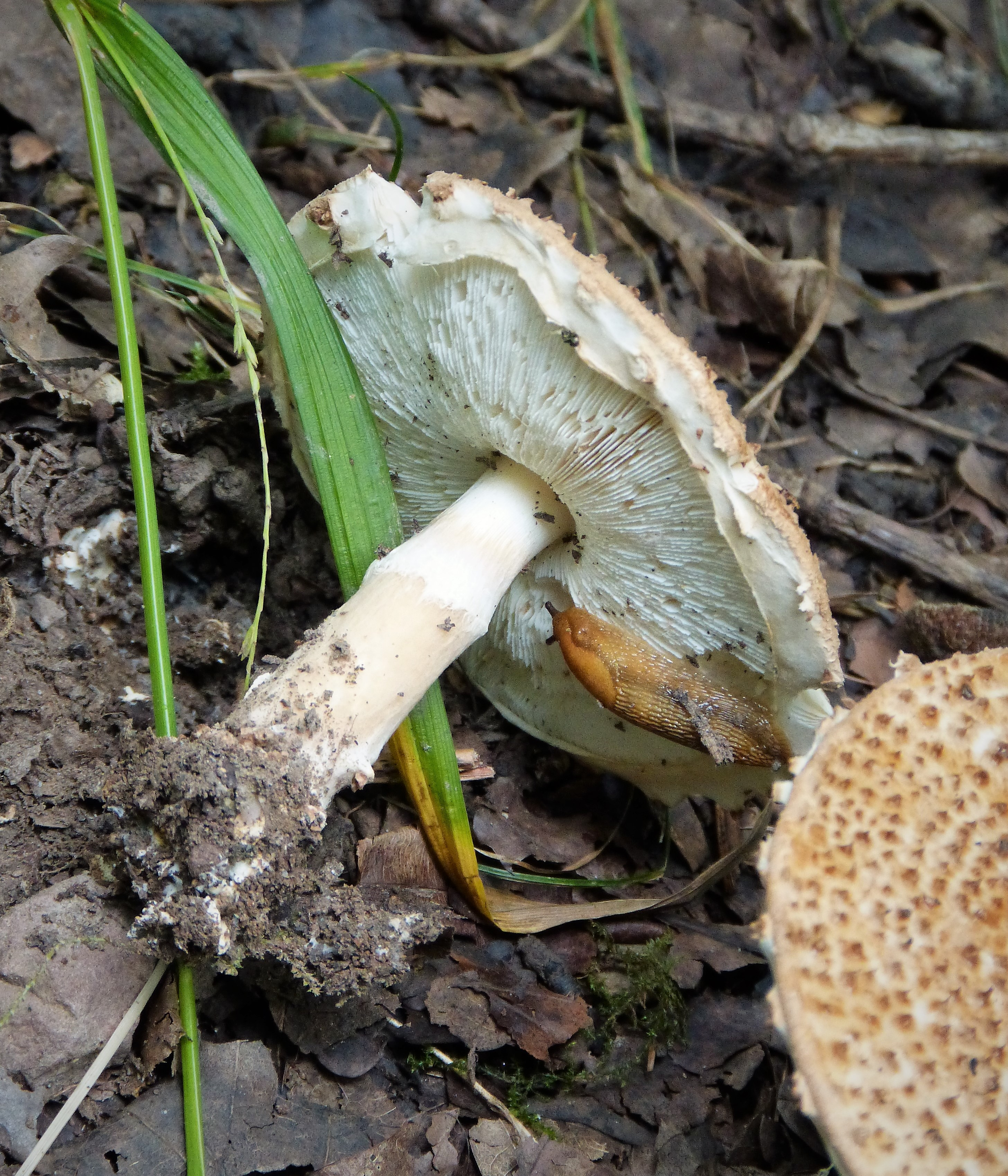
!!!Lepiota pseudolilacea sin. Lepiota pseudohelveola!!!
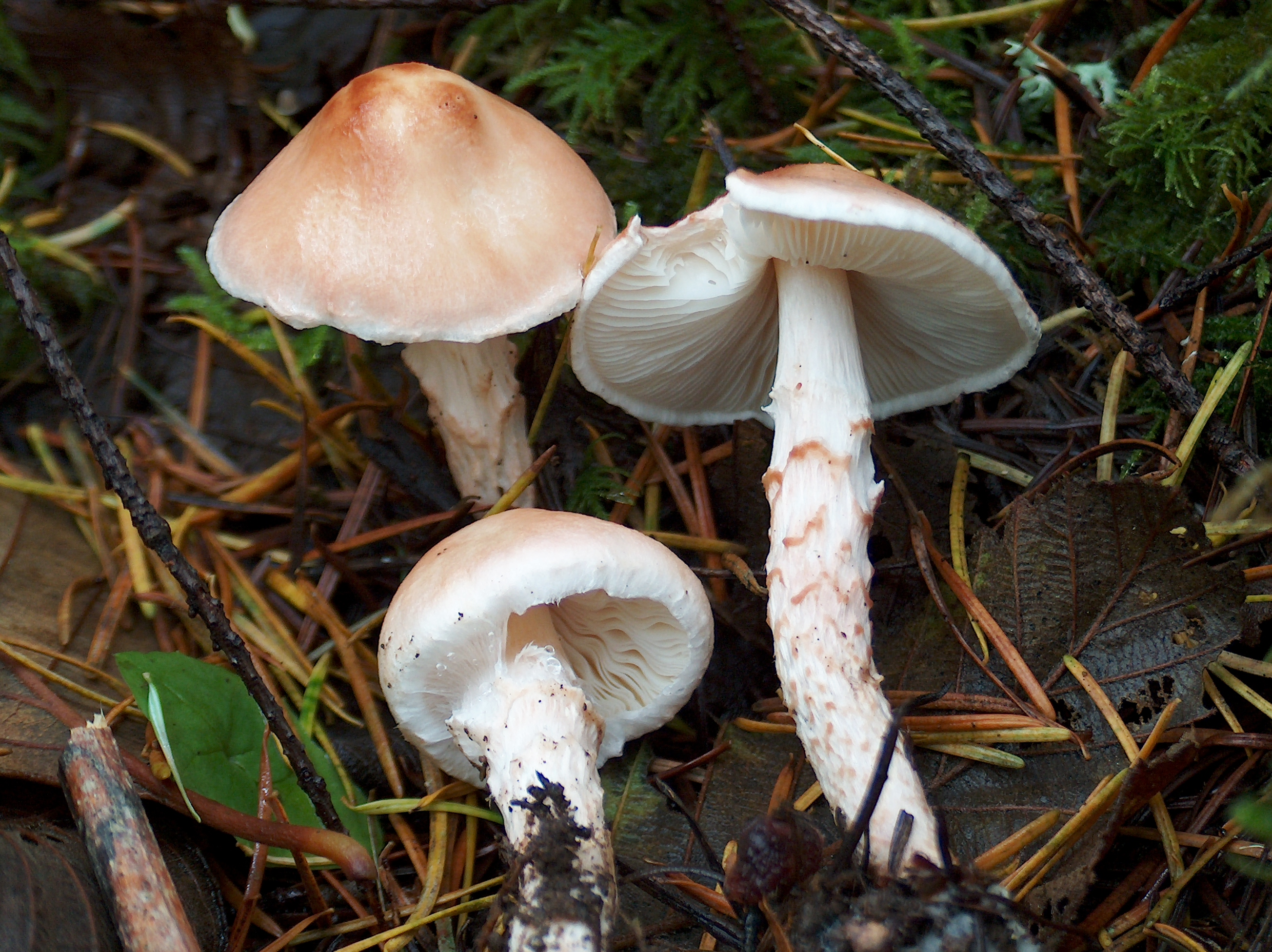
!!!Lepiota subincarnata!!!

## Valorificare
Specia nu este atractivă, nici în cea ce privește calitatea cărnii, nici în miros. Nu există detalii suplimentare despre otrăviri cu Lepiota boudieri, dar nu este în niciun caz mai puțin periculoasă. Trebuie stat departe de ciupercile acestui gen cu pălării mai mici, pentru că între ele există unele mortale care conțin toxinele ale Amanita phalloides.